# Хо Сольджи
Хо Сольджи (кор. 허솔지, англ. Heo Sol Ji; род. 10 января 1989 года, более известная как Сольджи) – южнокорейская певица. Является участницей гёрл-группы EXID, и занимает позиции лидера и главной вокалистки.

## Биография
Хо Сольджи родилась 10 января 1989 года в южном районе Сеула, Кванакку. У неё есть старший брат.
Сольджи специализируется на прикладной музыке в Институте медиа и искусств Донг-А. В декабре 2016 года у нее был диагностирован гипертиреоз и она ушла на перерыв от групповой деятельности EXID до июля 2018 года. В 2017 году во время перерыва она поступила в кибер-университет Кен Хи для изучения практической музыкальной программы.
Сольджи ранее была участницей вокального дуэта 2NB (Blady's Gabin) и выпустила сольные синглы в 2008 году. Дуэт распался в 2012.. Затем она работала в качестве вокального тренера EXID, прежде чем стать участницей группы. В апреле 2012 года AB Entertainment объявил, что три первоначальные участницы, Юджи, Дами и Хэрён, покинули группу EXID. Затем Сольджи присоединилась к EXID вместе с Хёрин, бывшей участницы Superstar K3.
В феврале 2013 года EXID сформировал подгруппу «Dasoni», которая состояла из Сольджи и Хани. Поп-группа выпустила свой дебютный сингл «Goodbye» 15 февраля 2013 года, который также включал песню «Said So Often".
В феврале 2015 года Сольджи приняла участие в программе MBC King of Mask Singer, дебютировав в пилотном эпизоде под псевдонимом Self-Luminous Mosaic (Самосветящаяся мозаика) и, впечатлив судей и зрителей, победила в музыкальных дуэлях певицу и комика Шин Бору и певца Хонджин Яна, став первой победительницей шоу. Это привлекло внимание к EXID и повысило репутацию Сольджи как талантливой певицы.
8 февраля 2016 года Сольджи, а также её коллега и друг Ду Цзинь Су были приглашены на фестиваль дуэтной песни MBC для пилотного эпизода их специального Китайского Нового года. Они пошли против рэпера Зико из Block B и его партнера Ли Со Яна. Сольджи и её партнёр эмоционально спели «Небо на Западе» Ли Сын Чола. В итоге, Сольджи и Ду Джинсу выиграли со счетом 477, который по-прежнему является самым высоким счётом в эпизоде, и снова впечатлили судей и зрителей. 8 апреля 2016 года Сольджи и её партнёр были приглашены вновь принять участие в фестивале дуэтов MBC за свой первый эпизод. Они были последними исполнителями, которые пели в эпизоде, конкурируя с Луной из F(x) и Гу Хенмо. Сольджи спела «8282» Давичи. В конце концов, Сольджи снова выиграла со счетом 439 и тем самым ещё больше увеличила популярность EXID и улучшила свою репутацию певицы.

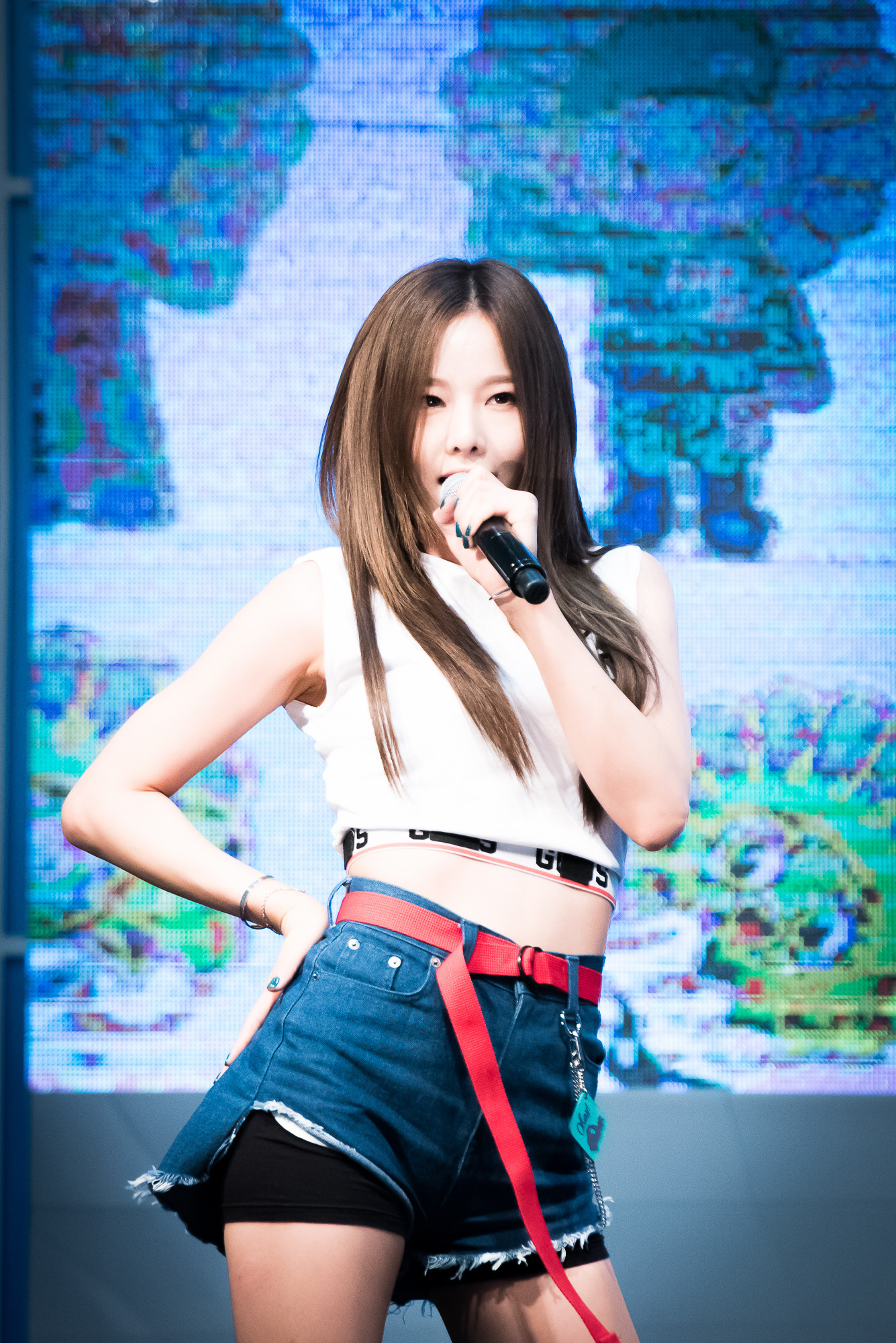
Сольджи на KBS Cool FM в июне 2016 года.

21 декабря 2016 года у Сольджи был диагностирован гипертиреоз, что приостановило её карьеру, в то время как остальные четыре участницы EXID продолжили свою деятельность.
. Неожиданно для всех 13 августа 2017 года Сольджи приняла участие в концерте EXID в Сеуле в рамках азиатского турне группы. Но она всё ещё не получила медицинского разрешения вернуться к концертной деятельности. Однако Сольджи участвовала в записи четвёртого мини-альбома группы, Full Moon, несмотря на то, что не участвовала в его продвижении и живых выступлениях. Она также оставалась активной как радио DJ. 4 июля Сольджи показала, что её состояние стабилизировалось достаточно, чтобы подготовиться к её возвращению на сцену в составе EXID. 27 июля 2018 года агентство подтвердило, что она вернётся к японскому дебюту EXID.

## Дискография
| Название             | Детали альбома                                         | Трек-лист |
| -------------------- | ------------------------------------------------------ | --- |
| Challenge            | - Релиз: 15 января 2008 - Формат: CD, digital download | 1. 미워서 (Feat. 수호) 2. 사랑했던 날 3. 미소 4. 말아요                                                                      |
| In Jongno            | - Релиз: 22 мая 2008 - Формат: CD, digital download    | 1. 종로에서 (Feat. PK헤만) 2. 내게 남은 사랑을 드릴께요 3. 조금만 사랑했다면 4. 종로에서 (inst.) 5. 종로에서 (Chinese ver.)  |
| As the First Feeling | - Релизщ: 22 июля 2008 - Формат: CD, digital download  | 1. 처음 그 느낌처럼 (ремих) 2. 처음 그 느낌처럼 3. 종로에서 (feat. PK헤만) 4. 내게 남은 사랑을 드릴께요 5. 조금만 사랑했다면 |

### Синглы
| Год  | Название                          | Артист                           | Примечания                          |
| ---- | --------------------------------- | -------------------------------- | ----------------------------------- |
| 2008 | "The Day I Loved"                 | Solji                            |                                     |
| 2008 | «Love Shake»                      | Solji                            | Soundtrack of LOVE & LAW            |
| 2009 | «If You Want to Give Up»          | Сольджи и Sin-gun                |                                     |
| 2009 | «Goodbye, My Lover»               | Сольджи и Хе-Сун                 |                                     |
| 2009 | "First Love"                      | Solji, Ah-in and Back Attack     |                                     |
| 2010 | "You are Away from Me"            | Solji                            | Soundtrack of Wife Returns          |
| 2011 | "Be with You"                     | Solji and PK Heman               |                                     |
| 2011 | "Last Tango"                      | Solji, Heo In-chang and PK Heman |                                     |
| 2012 | "Unromantic"                      | Сольджи, PK Heman, Ким Хёнджон   |                                     |
| 2015 | «Love Sweet»                      | Сольджи                          | Маунтрек The Producers              |
| 2015 | "Shouldn't Have Treated You Well" | Welldone Potato and Solji        |                                     |
| 2016 | «You And I»                       | Сольджи                          | Саунтрек дляч Sweet Stranger and Me |

## Фильмография

### Развлекательные шоу
| Год  | Название            | Телеканал   | Примечания                  |
| ---- | ------------------- | ----------- | --------------------------- |
| 2015 | King of Mask Singer | MBC         | как «Self-Luminous Mosaic»  |
| 2015 | EXID's Showtime'    | MBC Every 1 | вместе с участницами EXID   |
| 2016 | Battle Trip         | KBS2        | Вместе с Хани (2–3 эпизоды) |
| 2018 | Under Nineteen      | MBC         | Judge/Mentor/Вокальный      |
| 2018 | King of Mask Singer | MBC         | как «Dongmakgol Girl»       |